# Party's Over World Tour
El Party's Over World Tour es la primera gira internacional de la cantante y compositora noruega Astrid S, en apoyo a sus más recientes sencillos, Such a Boy y Think Before I Talk. La gira dio inicio el 12 de septiembre de 2017 en Toronto, Canadá.

## Antecedentes
Luego de su reconocimiento internacional, gracias a la canción Hurts So Good, Astrid lanzó un varios sencillos entre los que destacan Breathe, Bloodstream, Party's Over, Such a Boy y Think Before I Talk, para luego anunciar su primera gira mundial.

## Actos de apertura
- Jasmine Thompson (Norteamérica)[3]

## Repertorio
Corresponde a la primera fecha en Toronto.
| 1. «Bloodstream» 2. «Jump» 3. «Hyde» 4. «Think Before I Talk» 5. «Does She Know?» 6. «Such A Boy» 7. «Mexico» 8. «Party's Over» 9. «Breathe» 10. «Atic» 11. «Paper Thin» 12. «Hurts So Good» |

## Fechas
| Día                      | Ciudad          | País           | Lugar                       |              |              |              |
| Norteamérica             | Norteamérica    | Norteamérica   | Norteamérica                | Norteamérica | Norteamérica | Norteamérica |
| ------------------------ | --------------- | -------------- | --------------------------- | ------------ | ------------ | ------------ |
| 12 de septiembre de 2017 | Toronto         | Canadá         | Velvet Underground          |              |              |              |
| 14 de septiembre de 2017 | Allston         | Estados Unidos | Brighton Music Hall         |              |              |              |
| 15 de septiembre de 2017 | Filadelfia      | Estados Unidos | The Foundry at The Fillmore |              |              |              |
| 16 de septiembre de 2017 | Washington D. C | Estados Unidos | U Street Music Hall         |              |              |              |
| 19 de septiembre de 2017 | New York        | Estados Unidos | Bowery Ballroom             |              |              |              |
| 20 de septiembre de 2017 | Brooklyn        | Estados Unidos | Rough Trade                 |              |              |              |
| 22 de septiembre de 2017 | Chicago         | Estados Unidos | Subterranean                |              |              |              |
| 23 de septiembre de 2017 | Minneapolis     | Estados Unidos | 7th Street Entry            |              |              |              |
| 25 de septiembre de 2017 | Hollywood       | Estados Unidos | el rey                      |              |              |              |
| 29 de septiembre de 2017 | Santa Ana       | Estados Unidos | Constellation Room          |              |              |              |
| 30 de septiembre de 2017 | San Francisco   | Estados Unidos | The Independent             |              |              |              |
| Europa                   |                 |                |                             |              |              |              |
| 9 de octubre de 2017     | Mánchester      | Reino Unido    | Gorilla                     |              |              |              |
| 10 de octubre de 2017    | Londres         | Reino Unido    | Leaven                      |              |              |              |
| 12 de octubre de 2017    | París           | Francia        | Point Ephémére              |              |              |              |
| 14 de octubre de 2017    | Bruselas        | Bélgica        | Rotonde                     |              |              |              |
| 15 de octubre de 2017    | Ámsterdam       | Países Bajos   | Melkweg OZ                  |              |              |              |
| 16 de octubre de 2017    | Colonia         | Alemania       | Die Kantine                 |              |              |              |
| 18 de octubre de 2017    | Berlín          | Alemania       | Columbia Theater            |              |              |              |
| 19 de octubre de 2017    | Múnich          | Alemania       | TECHNIKUM                   |              |              |              |
| 21 de octubre de 2017    | Hamburgo        | Alemania       | Mojo                        |              |              |              |
| 22 de octubre de 2017    | Copenhague      | Dinamarca      | Vega                        |              |              |              |
| 25 de octubre de 2017    | Trondheim       | Noruega        | Samfundet                   |              |              |              |
| 26 de octubre de 2017    | Kristiansand    | Noruega        | KICK Scene                  |              |              |              |
| 27 de octubre de 2017    | Stavanger       | Noruega        | Folken                      |              |              |              |
| 28 de octubre de 2017    | Haugesund       | Noruega        | Maritim Hall                |              |              |              |
| Oceanía                  |                 |                |                             |              |              |              |
| 3 de noviembre de 2017   | Christchurch    | Nueva Zelanda  | KFC Edgefest                |              |              |              |
| 4 de noviembre de 2017   | Wellington      | Nueva Zelanda  | KFC Edgefest                |              |              |              |
| 5 de noviembre de 2017   | Auckland        | Nueva Zelanda  | KFC Edgefest                |              |              |              |
| Europa                   |                 |                |                             |              |              |              |
| 15 de noviembre de 2017  | Oslo            | Noruega        | Sentrum Scene               |              |              |              |
| 16 de noviembre de 2017  | Gjøvik          | Noruega        | Huset                       |              |              |              |
| 17 de noviembre de 2017  | Hamar           | Noruega        | Gregers                     |              |              |              |
| 18 de noviembre de 2017  | Halden          | Noruega        | Brygga Kultursal            |              |              |              |
| 22 de noviembre de 2017  | Ålesund         | Noruega        | Terminalen                  |              |              |              |
| 23 de noviembre de 2017  | Volda           | Noruega        | Rokken                      |              |              |              |
| 24 de noviembre de 2017  | Sogndal         | Noruega        | Meieriet                    |              |              |              |
| 25 de noviembre de 2017  | Bergen          | Noruega        | USF Verftet                 |              |              |              |